# Las Pirias (distrito)
Las Pirias é um distrito do Peru, departamento de Cajamarca, localizada na província de Jaén.

## Transporte
O distrito de Las Pirias não é servido pelo sistema de estradas terrestres do Peru.